# 12. март
12. март (12.03) је 71. дан у години по грегоријанском календару (72. у преступној години). До краја године има још 294 дана.

## Догађаји
- 538 — Повлачењем остроготског краља Витигеса окончана опсада Рима која је трајала годину и девет дана. Град остаје у рукама византијског војсковође Велизара.
- 641 — Кинеска принцеза Вен Ченг удала се за владара Тибета, на основу чега је касније Кина полагала право на суверенитет над том јужном планинском покрајином.
- 1507 — У бици с побуњеницима у Навари погинуо Чезаре Борџија, италијански пустолов, политичар и кардинал. Син папе Александра VI послужио Макијавелију као узор политичког цинизма и сматра се да га је Борџијин начин владања подстакао да напише дело „Владалац“.
- 1537 — Турци су заузели далматинско утврђење Клис које је дуго одолевало турском надирању из Босне. У борби је погинуо и сењски капетан и клишки кнез Петар Кружић. Исте године, Турци су основали Клишки санџак који је обухватао цело далматинско залеђе и део Босне.
- 1622 — Католичка црква канонизовала Игнасија де Лојолу, оснивача монашког реда исусоваца (језуита).
- 1848 — Почео је Вилијамитски рат у Ирској између присталица свргнутог краља Џејмса и присталица новог краља Вилијама III.
- 1848 — У Бечу избиле велике студентске демонстрације против апсолутистичког режима канцелара Клеменса Метерниха, што је био почетак револуције која је потресла темеље Аустрије и довела до слома Метерниховог апсолутизма.
- 1854 — Велика Британија и Француска закључиле савез са Отоманским царством против Русије, у Кримском рату.
- 1868 — Скинута забрана са правописа Вук Караџић и дозвољена његова употреба. Решење о томе донео, на основу одлуке кнеза Михаила Обреновића, министар просвете Димитрије Црнобарац, бечки и париски доктор наука. Забрана скинута четири године после Караџићеве смрти.
- 1907 — У експлозији ратног брода „Јена“ у француској луци Тулон погинуло најмање 118 људи.
- 1918 — Москва проглашена за престоницу Русије уместо Петрограда.
- 1928 — Након пуцања бране „Ст. Френсис“, око 60 km северно од Лос Анђелеса, у води која је преплавила долину утопило се најмање 450 људи.
- 1938 — Немачке трупе умарширале у Аустрију, чиме је та држава припојена Трећем рајху.
- 1940 — Након пораза у Зимском рату, Финска је потписала Московски мировни споразум са Совјетским Савезом, препустивши му скоро целу Карелију.
- 1943 — Током ноћи 12/13. март бугарски окупатор је насилно извео из кућа све Јевреје из Пирота (178) и предао их немачким нацистима који су их депортовали у логор смрти Треблинка, одакле се нико није вратио.
- 1947 — Председник САД Хари Труман у Конгресу обзнанио је Труманову доктрину о помоћи земљама угроженим комунизмом. Прва средства дата Грчкој и Турској.
- 1966 — Индонежански парламент лишио Ахмеда Сукарна свих функција, укључујући положај председника државе, а генерал Сухарто постао вршилац дужности шефа државе.
- 1971 — Премијер Хафиз ел Асад на референдуму изабран за председника Сирије.
- 1978 — Партије левице, први пут у историји Француске, добиле апсолутну већину у првом кругу парламентарних избора.
- 1984 — У Уједињеном Краљевству почео генерални штрајк рудара.
- 1993 — У серији експлозија 13 подметнутих бомби у индијском граду Бомбају погинуло најмање 200 људи, а 1.100 рањено.
- 1999 — Пољска, Чешка и Мађарска постале чланице НАТО, као прве земље бивше чланице Варшавског уговора које су приступиле НАТО.
- 2001 — Уз посредовање међународне заједнице представници српских власти и побуњених Албанаца на југу Србије потписали споразум о прекиду ватре.
  - У акцији уништавања неисламских културних споменика талибанске власти у Авганистану уништиле два највећа кипа Буде у свету, стара неколико хиљада година.
- 2002 — Савет безбедности Уједињених нација, на предлог САД, усвојио резолуцију у којој се први пут помиње Палестина као посебна држава, поред Израела.
- 2003 — У Београду, око 12.25 часова, у дворишту Владе убијен премијер Србије Зоран Ђинђић. У Србији проглашено ванредно стање и отпочела полицијска акција „Сабља“.
- 2011 — Реактор у нуклеарној електрани Фукушима 1 се истопио и експлодирао, испустивши радиоактивност у атмосферу дан после разорног земљотреса и цунамија.

## Рођења
- 1685 — Џорџ Беркли, ирски филозоф. (прем. 1753)[1]
- 1863 — Габријеле Д’Анунцио, италијански песник, драматург, новинар и војник. (прем. 1938)[2]
- 1899 — Рамон Мутис, аргентински фудбалер. (прем. 1955)[3]
- 1905 — Такаши Шимура, јапански глумац. (прем. 1982)[4]
- 1912 — Сергије Димитријевић, српски правник, економиста, историчар и нумизматичар. (прем. 1987)
- 1922 — Џек Керуак, амерички књижевник. (прем. 1969)[5]
- 1925 — Лео Есаки, јапански физичар, добитник Нобелове награде за физику (1973).[6]
- 1928 — Едвард Олби, амерички драматург. (прем. 2016)[7]
- 1940 — Ал Џаро, амерички музичар. (прем. 2017)[8]
- 1941 — Јосип Скоблар, хрватски фудбалер и фудбалски тренер.[9]
- 1943 — Ратко Младић, српски генерал.[10]
- 1946 — Френк Велкер, амерички глумац.[11]
- 1946 — Лајза Минели, америчка глумица и певачица.[12]
- 1950 — Хавијер Клементе, шпански фудбалер и фудбалски тренер.[13]
- 1953 — Павле Грубјешић, српски фудбалер. (прем. 1999)[14]
- 1956 — Стив Харис, енглески музичар, најпознатији као оснивач и басиста групе Iron Maiden.[12]
- 1960 — Џејсон Беге, амерички глумац.[12]
- 1962 — Андреас Кепке, немачки фудбалски голман.[15]
- 1962 — Дражен Ричл, босанскохерцеговачки музичар. (прем. 1986)[16]
- 1962 — Зоран Чутура, хрватски кошаркаш.[17]
- 1968 — Арон Екхарт, амерички глумац.[12]
- 1971 — Драгутин Топић, српски атлетичар (скакач увис).[18]
- 1979 — Пит Доерти, енглески музичар, глумац, песник, писац и уметник.[19]
- 1980 — Ермин Јазвин, босанскохерцеговачки кошаркаш.[20]
- 1980 — Иван Стевић, српски бициклиста.[21]
- 1981 — Катарина Среботник, словеначка тенисерка.[22]
- 1983 — Урош Лучић, српски кошаркаш.[23]
- 1984 — Џејми Александер, америчка глумица.[24]
- 1985 — Стромај, белгијски музичар.[25]
- 1988 — Константинос Митроглу, грчки фудбалер.[26]
- 1989 — Бела Морети, америчка порнографска глумица.[27]
- 1993 — Мамаду Мбођ, сенегалски фудбалер.[28]
- 1993 — Теодора Пушић, српска одбојкашица.[29]
- 1994 — Борис Дало, француски кошаркаш.[30]

## Смрти
- 604 — Папа Гргур I, римски папа и један од четири оца Католичке цркве.[31]
- 1289 — Деметриус II од Грузије (рођ. 1259)[32]
- 1507 — Чезаре Борџија, италијански војсковођа и авантуриста. (рођ. 1475)[33]
- 1648 — Тирсо де Молина, шпански писац (рођ. 1579)[34]
- 1901 — Јован Илић, књижевник и министар (рођ. 1824)[35]
- 1925 — Суен Јатсен, кинески револуционар и државник. (рођ. 1866)[36]
- 1935 — Михајло Пупин, српски научник и проналазач. (рођ. 1854).[37]
- 1936 — Дејвид Бити, британски адмирал (рођ. 1871)
- 1942 — Вилијам Хенри Браг, британски физичар, хемичар, математичар и спортиста. (рођ. 1862)[38]
- 1964 — Јован Бијелић, српски сликар. (рођ. 1886).[39]
- 1974 — Милан Бартош, српски правник (рођ. 1901).
- 1995 — Мија Алексић, српски глумац. (рођ. 1923)[40]
- 1999 — Јехуди Мењухин, виолиниста. (рођ. 1916)[41]
- 2000 — Александар Николић, српски и југословенски кошаркаш и кошаркашки тренер (рођ. 1924)[42]
- 2003 — Зоран Ђинђић, српски премијер, убијен у атентату. (рођ. 1952)[43][44]
- 2010 — Душанка Калањ, спикер и водитељка Телевизије Београд. Била је прва водитељка ТВ Дневника (рођ. 1934)[45]
- 2021 — Дара Чаленић, српска глумица. (рођ. 1934)[46]

## Празници и дани сећања
- Српска православна црква слави:
  - Преподобног Прокопија Декаполита
  - Преподобног Талалеја - испосника сиријског
  - Светог Тита Печерског
  - Преподобног Стефана
  - Светог мученика Јулијана Подагрика